# Trešet
Trešet (italijansko tressette ali tresette) je igra s 40 kartami, v kateri se izvajajo triki. Skupaj z igrama škopa in briškola je ena glavnih italijanskih nacionalnih iger s kartami. Priljubljena je tudi v regijah, ki so bile nekoč pod nadzorom predhodnih italijanskih držav, kot so Albanija, Črna gora, slovenska Primorska in hrvaška Istra in Dalmacija. Igra se tudi v kantonu Ticino s francoskim kompletom. Tudi avstrijska igra Trischettn, prisotna na Južnem Tirolskem, je njena izpeljanka, čeprav se igra z 32 kartami v nemškem kompletu.
Zapisana je šele v začetku 18. stoletja, čeprav na njeno večjo starodavnost kaže pomanjkanje adutov. Ime igre, dobesedno "tri sedmice", se lahko nanaša na sedem kompletov po tri ali štiri točke, ko je razdeljenih najmanj po tri (tri, dva, as ali vsi skupaj v isti barvi), ali na dejstvo, da se igra do enaindvajsetega. Po Cäsarju (1800) ime izhaja iz tega, da takrat igralec, ki je imel tri sedmice, jih je lahko takoj razglasil in zmagal igro (Partie). Obstaja veliko različic, ki so odvisne od regije, kjer se igra.